# Nyctibora latipennis
Nyctibora latipennis är en kackerlacksart som beskrevs av Hermann Burmeister 1838. Nyctibora latipennis ingår i släktet Nyctibora och familjen småkackerlackor. Inga underarter finns listade i Catalogue of Life.